# Pauladelphys
Pauladelphys — вимерлий рід опосумів (Didelphimorphia). Викопні рештки знайдені на півдні Південної Америки й на острові Сімор.